# Lantana (Florida)
Lantana város az USA Florida államában, Palm Beach megyében. Lakosainak száma 11 504 fő (2020. április 1.).

## Népesség
A település népességének változása:

| 2010 | 10 423 |
| 2020 | 11 504 |